# Peitsche (BDSM)

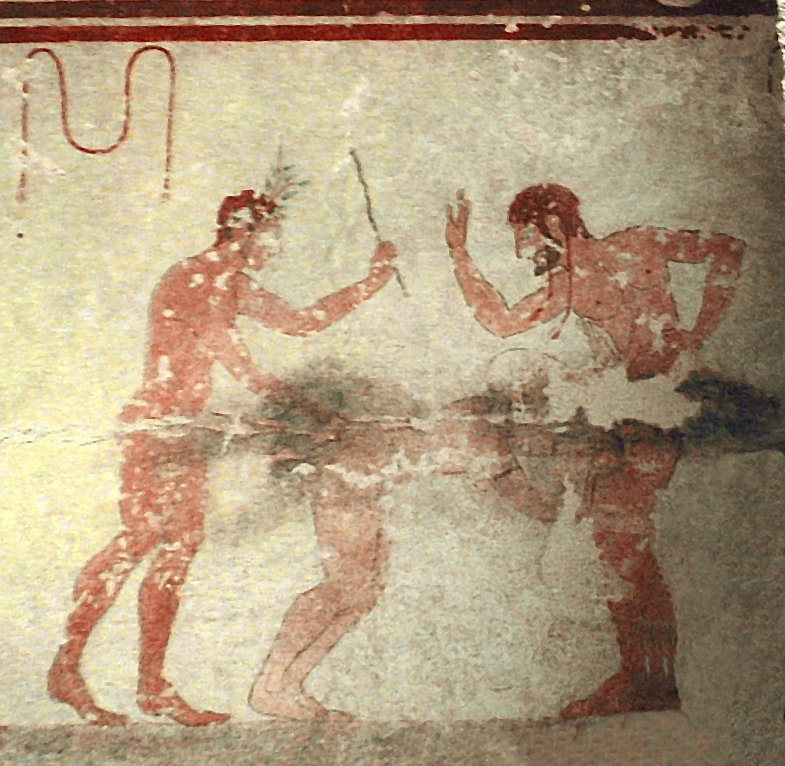
Etruskische Wandmalerei im Grab der Züchtigung in der Totenstadt von Tarquinia (Italien)

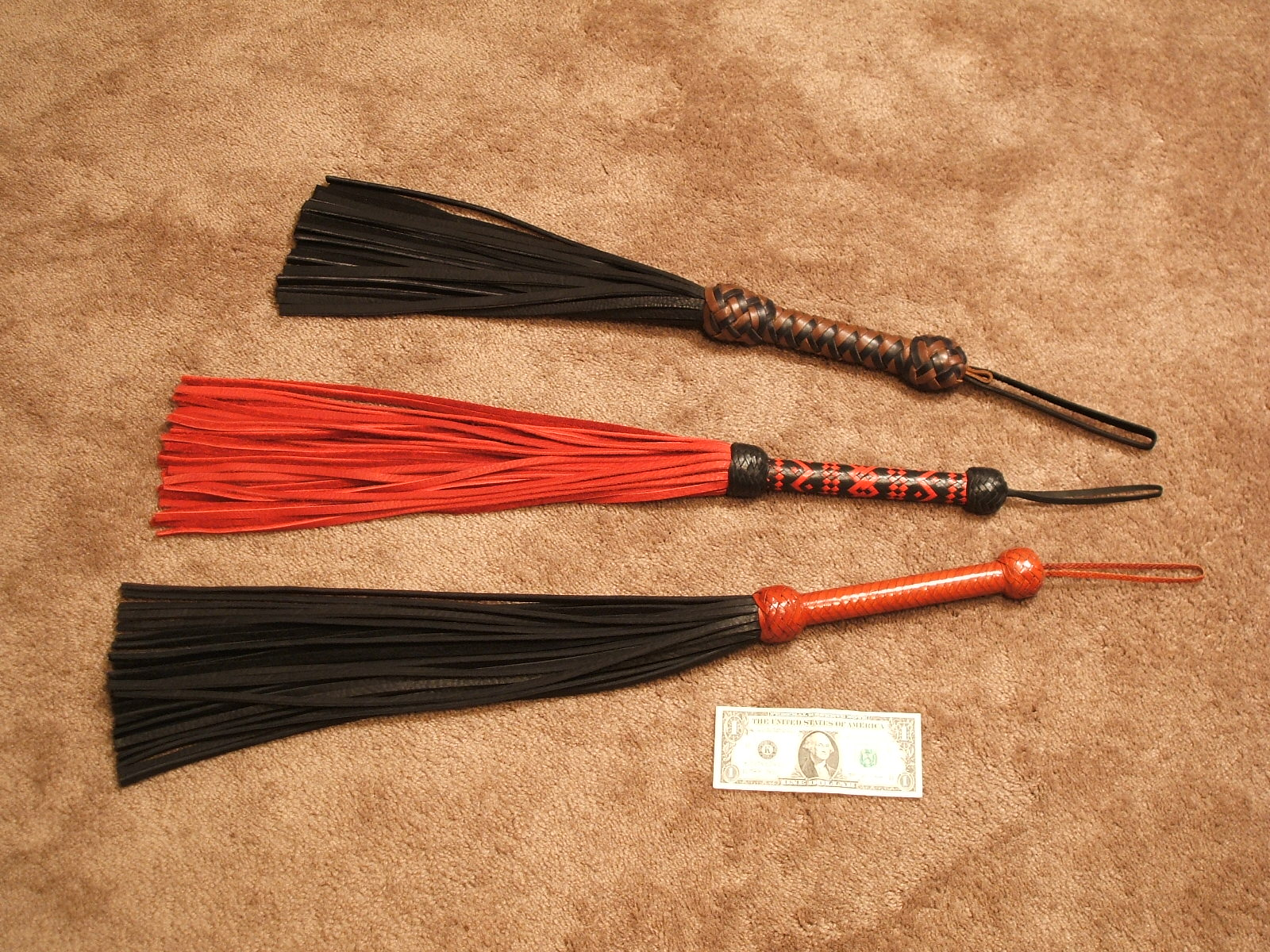
Drei weiche Lederpeitschen („Flogger“) für BDSM

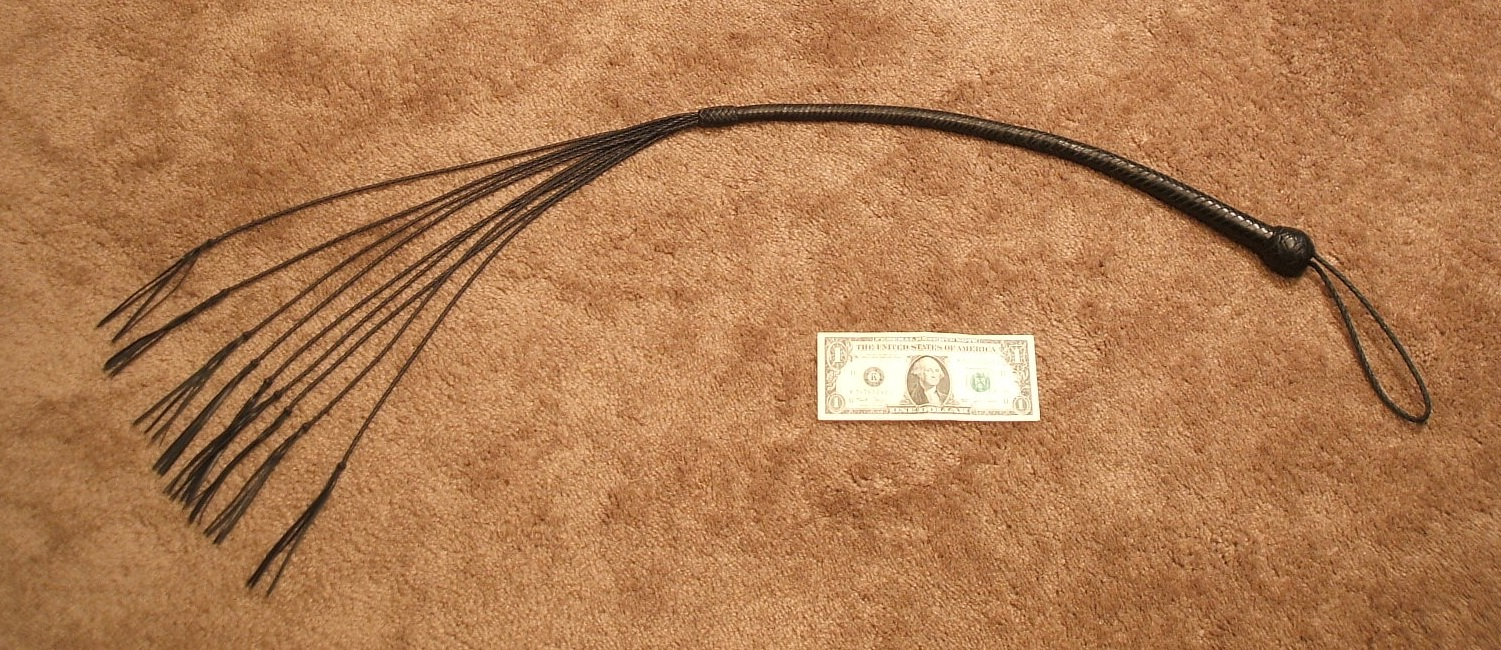
Neunschwänzige Katze aus dem Bereich BDSM

Eine Peitsche  im sadomasochistischen Bereich besteht je nach Typ  aus einem schmalen Lederriemen oder Strick an einem mehr oder weniger langen Stiel.
Auspeitschen wird auch als Sexualpraktik verwendet, um sexuelle Lust zu erzeugen. Die Vorliebe für sexuelles Auspeitschen (Flagellation) wird Flagellantismus genannt und zählt zur sexuellen Spielart des BDSM.
Im Bereich BDSM werden Peitschen oft von Tops eingesetzt. Sie dienen sowohl zur Bestrafung wie auch zum Lustgewinn. Hierbei werden vor allem mehrschwänzige Peitschen eingesetzt. Neben Flogger genannten Modellen mit Riemen aus sehr weichen Lederstreifen werden auch Neunschwänzige Katzen häufig verwendet (s. Abbildungen). Singletail-Peitschen bedingen ein im Vergleich wesentlich höheres Verletzungsrisiko und werden daher in der Regel erst nach langer Übung eingesetzt.

## BDSM-typische Modellvariationen
Je nach verwendetem Material und Machart unterscheidet sich die Wirkung unterschiedlicher Modelle erheblich.
- Handgriffe sind in unterschiedlichsten Ausführungen anzutreffen. Diese reichen von klassischen aus Leder geflochtenen Modellen, über einfache Rohre oder Vollmetallgriffe, bis hin zu aus Gummi oder Silikon bestehenden dildoähnlichen Griff-Formen. Es existieren auch mit Silber oder Gold verzierte Peitschengriffe. Preiswerte Selbstbaulösungen basieren teilweise auf Fahrrad- oder Motorradlenkergriffen.

- Die Aufhängung der Riemen („Tails“) erfolgt entweder fest wie bei klassischen Peitschen, oder es werden Steck-Gelenkverbindungen verwendet, die es nicht nur ermöglichen, die Riemen zu drehen, sondern mit einem Handgriff die Riemenarten auszuwechseln (sog. „Reisesets“).

- Im BDSM-Bereich werden die Riemen der Peitschen nicht nur klassisch aus Leder, sondern auch aus fast allen anderen Materialien hergestellt.
  - Pferdehaar: Ein Handgriff, an den Teile eines Pferdeschwanzes von ca. 20–40 cm Länge gesetzt werden. Ihre Schlagkraft ist gering, aber durch die vielen hundert feinen Härchen erzeugen sie einen feinen stechenden Schmerz.
  - Gummi oder Latex: Ein Handgriff, an dem häufig bis zu 30 Gummischnüre (Länge ca. 25–30 cm) befestigt sind.
  - Ketten: Ein Handgriff, an dem etwa 10 bis 30 dünne Ketten (Länge 20–30 cm) befestigt sind. Dies können auch die aus Badezimmern bekannten Kugelketten sein.
  - Gummischnüre: Ein Handgriff, an dem sehr viele sehr dünne Schnüre befestigt sind. Sehr weich und eher den Floggern zuzuordnen.
  - Frottee: Vom Handtuch abgewandelt, Griff und Tail geformt aus Frotteestreifen, die sanft oder hart wirken, je nachdem, ob sie trocken oder feucht sind.

Eine Unterart der Peitschen im BDSM-Bereich sind Flogger. Sie werden aus weichen Materialien wie Wildlederriemen oder Latex- oder Kunststoffstreifen gefertigt. Die vielen Riemen erzeugen einen hohen Luftwiderstand und erzeugen beim Auftreffen ein charakteristisches Geräusch. Oft werden sie mit drehbaren Gelenken zwischen Griff und Riemen hergestellt, so dass sie in kreisende Bewegungen versetzt werden können.

## Anwendung

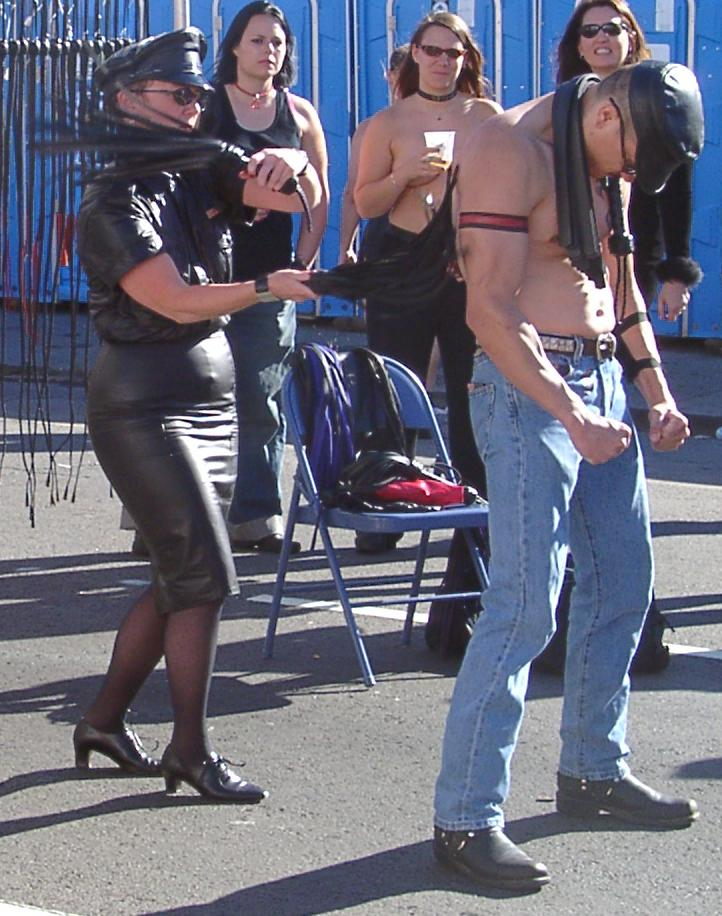
Synchronisiertes Schlagen mit zwei Peitschen. Flogging-Vorführung auf der Folsom Street Fair 2004, San Francisco

Das sehr breite Spektrum unterschiedlichster Peitschenmodelle kann mitunter ein zur jeweiligen BDSM-Session passendes Detailwissen aus so unterschiedlichen Gebieten wie Anatomie oder Physik notwendig machen, um diese sicher und lustvoll zu gestalten. Praktische Sicherheitsaspekte sind generell von entscheidender Bedeutung. Beim Einsatz von Peitschen kann das motorische Können und das anatomische Wissen den Unterschied zwischen einer befriedigenden Session, äußerst unangenehmen Erfahrungen und schweren körperlichen Schäden ausmachen. Um einen psychologischen Absturz des Bottoms frühzeitig zu erkennen und nach Möglichkeit zu vermeiden bzw. um ihn nach einem solchen Absturz „aufzufangen“, ist es wichtig, dessen Reaktionen einfühlsam zu verfolgen und entsprechend zu reagieren.
Das Aufwärmen der betroffenen Körperregionen, z. B. durch den gezielten Einsatz von Floggern, um eine bessere Durchblutung zu fördern und so das Verletzungsrisiko zu reduzieren, ist weit verbreitet.
Ohne ausreichende Kenntnisse und Können besteht sowohl für Top als auch für Bottom ein stark erhöhtes Verletzungsrisiko, das von offenen Wunden über Augen-, Ohren- und Organverletzungen bis hin zu Knochenbrüchen reichen kann.